# Bernard Malaterre
Pour les articles homonymes, voir Malaterre.
 (octobre 2017).
Bernard Malaterre est un scénariste, réalisateur et acteur français, né à Sète le 19 avril 1947.
Dans les années 1970-90,  il tient parallèlement de nombreux rôles principaux au théâtre et à la télévision.
À partir de 1990, après la réalisation de nombreux courts métrages, films institutionnels et publicitaires, il  devient auteur-réalisateur de films, téléfilms et documentaires.
Il écrit de nombreux films à partir de sa propre vie, de souvenir et de moments marquant qu’il a vécu.

## Biographie
Bernard Malaterre est né à Sète.
Après des études au collège Jésuite Saint François Regis de Montpellier, puis à la faculté de médecine, il décide de tout arrêter pour s'installer à Paris et poursuivre sa passion pour le théâtre. Il entre alors au cours de théâtre René Simon.

## Théâtre
- 1969 : Georges Dandin, mise en scène Andé Crocq, théâtre Lakanal (Montpellier)
- 1970 : Ali Baba, mise en scène André Crocq
- 1970 : La louve de Peire Vidal, mise en scène JH Delcamp
- 1971 : Cromwell de Victor Hugo festival de Bourgogne
- 1972 : Le violon du temps qui passe de Marc Antoine Carpentier (théâtre filmée pour France 3)
- 1972 : Lycée Tiers, mise en scène par Anne Delbée, théâtre de La Tempête Jean Marie Serreau
- 1973 : Les sept contre Thèbes d'Eschyle, Festival des nuits de Bourgogne
- 1973-74 : D'Artagnan Amoureux de Philippe Dauchez, (tournée en France, Allemagne, Londres...)
- 1975 : La mort de Danton, mise en scène Bruno Bayen, Théâtre national de Chaillot
- 1975-1976 : Parlons nous d'Amour de Philippe Dauchez, Petit théâtre du TEP
- 1975 : La gare de Pey blanc mise en scène Nicole Anouilh au café théâtre Le Fanal
- 1976 : Machi Machi festival d'Avignon mise en scène de Bertrand Migeat au Chapeau Rouge
- 1976-77 : Lucienne et le boucher de Marcel Aymé mise en scène Nicole Anouilh au Théâtre saint Georges avec Danielle Darrieux
- 1977 : Le Brise lame d'Armand Meffre, mise en scène de J Echantillon
- 1978 : Les Thibaut mise en scène Anne-Marie Lazarini au Théâtre Athevain
- 1979 : Les Mouches de Jean-Paul Sartre, théâtre de la Renaissance
- 1982 : Les Amoureux de Carlo Goldoni, mise en scène Anne-marie Lazarini au théâtre Artistic
- 1983 : Les grandes illusions
- 1984 : Emma Bovary de Gustave Flaubert, mise en scène de Jacques Bondoux
- 1987 : Marat
- 1988 : Le Timide au palais de Tirso de Molina, mise en scène d'Anne-Marie Lazarini
- 1990 : Peter Schlemil, mise en scène d'Anne-Marie Lazarini
- 2019 : Les Rivaux mise en scène Anne Marie Lazarini

## Filmographie

### Acteur

#### Cinéma
- 1980 : Mon oncle d'Amérique : Le père de Jean
- 1981 : Est-ce bien raisonnable ? : Fernand
- 1984 : L'Amour à mort  : Voice (Voix)
- 1990 : Le Jeu du renard : Dotez

#### Courts-métrages
- 1975 : La Tache

#### Télévision

##### Séries télévisées
- 1977 : Un juge, un flic: Jérôme
- 1979 : Le Jeune homme vert : Théo
- 1981 : L'inspecteur mène l'enquête
- 1984 : Cinéma 16
- 1984 : Des grives aux loups : Gastp
- 1985 : La Terre et le Moulin Pierre Baraste
- 1986 : L'Alerte rouge
- 1987 : Les enquêtes Caméléon : L'inspecteur Maurel
- 1991 : Cas de divorce : Yves Stanet
- 1993 : Une année en Provence : Roger Godin
- 2000 : Julie Lescaut : Lacombe

##### Téléfilms
- 1972 : Frédéric II : Le concierge
- 1973 : Il viccolo di madama Lucrezia : Pierre
- 1974 : Antigone : Hemon
- 1979 : Le Loup-Cervier : le délégué syndical
- 1980 : Le Taciturne : Le vendeur
- 1982 : Lise et Laura : Frédéric jeune
- 1984 : La Terre et le Moulin : Pierre Barraste
- 1995 : Une Femme dans la tempête : Mery-Corbon
- 1996 : Le Marché du sport : Combaldieu
- 2002 : Amour, embrouille et balade : Touriste scientifique
- 2005 : Frappes interdites : Le pharmacien

### Réalisateur

#### Télévision
Séries télévisées
- 1999 : L'histoire du samedi
- 2010 : Nouvelle Maud FR3 série 6X52 saison 1 avec Emma Colberti, Valerie Mairesse, Gerard Rinaldi

Téléfilms
- 1996 : Ma terre Fr3-Arte avec Jean-Marc Thibault, Agnes Torrent
- 1997 : Des mouettes dans la tête FR3 avec Michel Galabru, Anne Roumanoff
- 2002 : Amour, embrouille et balade FR3 avec Philippe Clay, Roger Souza
- 2008 : Frappes interdites Arte avec Isabelle Gélinas, Stomy Bugsy
- 2009 : Rilke et Rodin, une rencontre Arte avec Cyril Descours, Jacques Bondoux

Documentaires
- 2007 : Tous connectés
- 2008 : De Tintin à Titeuf France 5

### Scénariste

#### Télévision
Séries télévisées
- 1999 : L'histoire du samedi

Téléfilms
- 1996 : Ma terre
- 1997 : Des mouettes dans la tête
- 2002 : Amour, embrouille et balade
- 2007 : Rilke et Rodin, une rencontre